# Smojphace
Smojphace - EP британского электронного музыканта Ричарда Дэвида Джеймса, выпущенный под псевдонимом AFX 16 июня 2003 года на MEN Records, дочернем лейбле Rephlex Records

## Трек лист
| №                   | Название                      | Длительность |
| ------------------- | ----------------------------- | ------------ |
| 1.                  | «Run the Place Red (AFX Mix)» | 5:06         |
| 2.                  | «ktpa1»                       | 7:29         |
| 3.                  | «ktpa2»                       | 3:38         |
| Общая длительность: | Общая длительность:           | 16:13        |

1. ↑  Smojphace - AFX, Aphex Twin | Album | AllMusic (англ.). Дата обращения: 7 апреля 2025.
2. ↑  Ep Review: AFX - Smojphace EP / Releases / Releases // Drowned In Sound. web.archive.org (4 марта 2016). Дата обращения: 7 апреля 2025.
3. ↑  AFX - Smojphace EP (2003). Дата обращения: 7 апреля 2025.